# Dendrophthora steyermarkii
Dendrophthora steyermarkii är en sandelträdsväxtart som beskrevs av C. T. Rizzini. Dendrophthora steyermarkii ingår i släktet Dendrophthora och familjen sandelträdsväxter. Inga underarter finns listade i Catalogue of Life.